# Nulla poena sine culpa
Nulla poena sine culpa es una locución latina, que puede traducirse al español como "no hay pena sin culpa", utilizada en el ámbito del Derecho penal.
La expresión plasma uno de los principios fundamentales del Derecho penal, mediante el cual ninguna persona puede ser condenada por un delito si no existe dolo o, al menos, culpa, en la acción antijurídica que causó un daño.
Es decir, debe existir culpabilidad en la conducta, eliminándose la responsabilidad objetiva (que, sin embargo, sí que se puede admitir en ocasiones para sanciones administrativas), y se exige que siempre exista una relación culpable entre el acusado y el acto realizado.
Por ello, se eximen de responsabilidad penal casos como la fuerza mayor o el estado de necesidad, y se establece el principio de que nadie puede responder por los delitos que ha causado otra persona (en este caso, hay que tener en cuenta que en ordenamientos jurídicos primitivos, en ocasiones, respondía toda la familia por el delito de uno de sus miembros).